# Te Peka
Te Peka est une localité de la région du Southland située dans l’Île du Sud de la Nouvelle-Zélande.

## Situation
Elle est située à l’angle ouest de la côte des the Catlins, avec la ville de Waimahaka à l’ouest, de Fortrose vers le sud-ouest, et de Pukewao et Tokanui vers le Sud-est.

## Accès
Le 20 décembre 1911, une extension de la Seaward Bush Branch (en) à partir de la ville de Waimahaka, passant à travers celle de Te Peka,en direction de celle de Tokanui fut ouverte. Cet embranchement du chemin de fer relie la ville de Te Peka avec la cité d’Invercargill, avec un transport de passagers dans des trains mixtes (en).
Au milieu des années 1920, la station fFde chemin de fer de Te Peka devint une jonction, quand un tramway de bush (en) fut construit pour relier la localité de Fortification et pour desservir une scierie. Le tramway ferma avant la ligne de chemin de fer mais la date reste imprécise.
En 1951, le train mixte fut interrompu pour ne fonctionner qu’une fois par semaine, principalement pour le bénéfice des familles des employés du Département des chemins de fer (en), qui vivaient dans le secteur, seuls des trains de marchandises circulaient les autres jours. Le 1er juin 1960, le service des passagers fut complètement arrêté et les trains passant par Te Peka ne transportèrent plus que du fret jusqu’à ce que la ligne fût officiellement fermée le 31 mars 1966 dès lors que le niveau du fret ne fut plus suffisamment profitable pendant l’année. Certains des anciens ballasts peuvent encore être aperçus à proximité de Te Peka.